# Cercosaura
Genre
Synonymes
- Pantodactylus Duméril & Bibron, 1839
- Emminia Gray, 1845
- Prionodactylus O’Shaughnessy, 1881

Cercosaura est un genre de sauriens de la famille des Gymnophthalmidae.

## Répartition
Les douze espèces de ce genre se rencontrent en Amérique du Sud.

## Description
Ce sont des reptiles diurnes et ovipares assez petits, aux pattes petites voire atrophiées.

## Liste des espèces
Selon The Reptile Database (22 décembre 2015) :
- Cercosaura argulus Peters, 1863
- Cercosaura bassleri Ruibal, 1952
- Cercosaura eigenmanni (Griffin, 1917)
- Cercosaura hypnoides Doan & Lamar, 2012
- Cercosaura manicata O’Shaughnessy, 1881
- Cercosaura nigroventris (Gorzula & Senaris, 1999)
- Cercosaura ocellata Wagler, 1830
- Cercosaura parkeri (Ruibal, 1952)
- Cercosaura phelpsorum (Lancini, 1968)
- Cercosaura quadrilineata Boettger, 1876
- Cercosaura schreibersii Wiegmann, 1834
- Cercosaura steyeri (Tedesco, 1998)

## Publication originale
- Wagler, 1830 : Natürliches System der Amphibien : mit vorangehender Classification der Säugethiere und Vögel : ein Beitrag zur vergleichenden Zoologie. München p. 1-354 (texte intégral).